# Vice Media
Vice Media Group LLC — медийная компания, в которую входит журнал (Vice), интернет-сайт, кабельное телевидение, звукозаписывающий лейбл, кинокомпания, креативное агентство и другие подразделения. Организация начала работу в 1994 году. Её основали Шейн Смит и Серуш Алви. Функционирует более чем в 30 странах мира. По оценкам некоторых экспертов капитализация компании могла достигать 4 миллиардов долларов к октябрю 2019 года.

## История
В 1994 году в Монреале был запущен 16-страничный журнал, который лег в основу будущий медиаимперии. Через пять лет после основания, в 1999 году у него появился свой первый сайт. Он располагался на домене viceland.com. В том же году редакция переехала в Нью-Йорк. В 2012 сайт поменял адрес на vice.com, который прежде принадлежал киберсквотерам и использовался для распространения порнографии. В 2002 запустился рекорд-лейбл VICE Records, и в том же году журнал начал издавать в Лондоне. Уже через год бренд начал покорять Азиатско-Тихоокеанский регион. Открылись представительства в Токио и Мельбурне. В 2006 появился гид для путешественников от VICE и креативное агентство Virtue. Через год появляется интернет-видеоканал VBS.tv. Представительства медиа компании открываются в Париже и Амстердаме. Годом позднее — в Мехико, а в 2009 в Сан Паоло. Тогда же появляется сайт Motherboard, посвященный науке и технологиям. Он стал первым специализированным СМИ в медиа-компании. В 2012 к семье Vice Media присоединяется британский сайт о молодежной культуре i-D Magazine, и запускается проект о кулинарии MUNCHIES. После успеха документальных фильмов VICE на канале HBO в 2013, в 2014 компания запускает сайт VICENews.com. Проект Broadly, который был предназначен для молодой аудитория и рассказывал обо всем — от ЛГБТ отношений до гороскопов, стартовал в 2015.
В следующем году деятельность компании выходит за рамки медиабизнеса, и она запускает пивной бренд Old Blue Las, получивший название в честь паба, приобретенного Vice Media в 2004. В 2016 происходит важное событие в истории компании — запуск телеканала VICELAND. Также холдинг становится обладателем контрольного пакета в Pulse Films — продакшене, занимавшимся производством клипов, документальных фильмов и телевизионного контента. В 2017 году компания начинает продюсировать фильмы и сотрудничает с такими звездами Голливуда как Джим Керри, Адам Драйвер и Нет Бенинг. В 2018 году Vice Media возглавила Нэнси Дубук.
На 39 ежегодной церемонии вручения Эмми компания получает наибольшее число номинаций и награждений в области производства новостей и документалистики. В 2019 году медиа холдинг собирает все свои активы под одним доменным именем — vice.com. После запуска обновленного сайта Vice Media исключает из обихода 25 слов, обозначающих религиозную принадлежность, сексуальную ориентацию и некоторые географические позиции. Среди них: геи, пол, эмигрант, ЛГБТ, исламский, еврейский, хиджаб и другие.

## Собственники и руководство
Основные владельцы компании: Шейн Смит (20 % акций), компания «Уолт Дисней» (16 %), A&E Networks (20 %), TPG Capital (40 %), Джеймс Мердок (7 %).

## Деятельность
Цифры, характеризующие деятельность компании в 2019 году:
- 1500 единиц контента производятся компанией ежедневно.
- Общая аудитория дигитальных проектов компании — около 300 млн человек.
- 19 номинаций на премию Эмми в 2019 году.
- 3000 сотрудников по всему миру.
- 26 % аудитории моложе 24 лет.
- 43 % продуктов компании производятся под руководством женщин[1].

Vice Media сотрудничает с крупными мировыми СМИ — Guardian, HBO и другими.

## Критика и скандалы
В 2017 году более тридцати сотрудниц издания обвинили коллег в разного рода домогательствах сексуального характера. Основатели медиа компании выступили с извинениями. Одной из пострадавших была выплачена компенсация. После инцидента у холдинга сменился управляющий.